# Église Saint-Martin de Reppe
Pour les articles homonymes, voir Église Saint-Martin.
L’église Saint-Martin est un édifice religieux catholique sis à Reppe, un quartier de la ville d’Andenne en Belgique. Rare édifice roman ayant survécu dans la vallée mosane elle date du XIe siècle dans ses parties les plus anciennes. Classée au patrimoine immobilier de Wallonie depuis 1933 elle est lieu de culte de la petite communauté catholique locale.

## Histoire
Une certaine ressemblance avec la crypte romane de la collégiale de Huy fait penser que sa construction remonte aux environs de l’an 1050. La proximité du pont romain sur la Meuse (reliant Reppe à Andenelle, ce pont fut détruit en 1151) donnait de l‘importance à la localité. C’est l’une des plus anciennes églises romanes de la vallée mosane.
Construite en grès houiller par les habitants (vers 1050) l’église comportait à l’origine une nef avec ses deux collatéraux et un chœur à chevet plat. Le populaire Martin de Tours fut choisi comme saint patron de la paroisse.
Malheureusement le collatéral nord fut détruit au XIXe siècle pour des raisons inconnues. À part cette perte et l’ajout (XVIIIe siècle) d’une sacristie (au nord) le bâtiment apparait largement tel qu’il était il y a près d’un millénaire.
À l’entrée une plaque fixée au mur rappelle le niveau atteint par les eaux de la Meuse lors des grandes inondations de 1880.
L’église Saint-Martin de Reppe est classée au patrimoine immobilier de Wallonie depuis le 1er août 1933 tandis que le site environnant est classé depuis le 17 mars 1977. Des travaux de restauration eurent lieu en 1978.

## Description
Comme église le bâtiment est minuscule, une des plus petites églises paroissiales de Belgique. Il a gardé son caractère d’origine. Un corps de trois nefs se prolonge en un chœur dont deux des trois petites fenêtres primitives furent bouchées, et la troisième agrandie. À l’intérieur, les 8 fenêtres de la nef centrale sont toujours celles du XIe siècle. Cet intérieur est caractéristique de l’architecture romane : la nef est sobre, et dépouillée d’ornements, rythmée d’étroites arcades en plein cintre et éclairée par de petites fenêtres.
Le clocheton date du XVIIe siècle. Il contient une petite cloche de 1717 et une plus grande de 1748. Celle-ci fut donnée par le baron d’Elderen, doyen à Liège.
La porte du collatéral méridional (qui donne accès à l’église) et la fenêtre sont du XVIIIe siècle.

## Patrimoine
- Les fonts baptismaux datent du XIIe siècle. Taillés dans la pierre bleue et ornés de riches sculptures, ils furent déplacés en 1856 dans l’église Saint-Pierre de Huy, ils sont depuis connus sous le nom de « Fonts romans de Huy ».
- Dans les murs du chœur des armoires murales en bois des XVIe ou XVIIe siècles, servaient à la conservation des objets de culte avant la construction de la sacristie.
- Les autels sont très anciens, mais ne datent pas du XIe siècle.
- Plusieurs statues ont une grande valeur artistique: surtout Saint Eloi et Saint Benoît (ou Saint Jean ?) du XVe siècle. Également : Saint Martin (XVIe), Saint Roch (XVIIe), le Christ en Croix (XVIIe), l’Ange Gardien (XVIIIe).
- Des pierres tombales des XVIe au XVIIIe siècles.

## Source
- Le patrimoine monumental de la Belgique, vol. 5, t. 1 : Province de Namur, Liège, Soledi, 1975, p. 31-35.